# Armes de destruction massive au Mexique
Le Mexique ne possède pas d'armes nucléaires, mais aurait la capacité technique d’en fabriquer. Cependant, il y a renoncé et s'est engagé à n'utiliser le nucléaire qu'à des fins civiles, suite au traité de Tlatelolco de 1967. Dans les années 1970, l'Institut national de recherche nucléaire (Instituto Nacional de Investigaciones Nucleares, ou ININ) du Mexique a réussi à créer de l'uranium hautement enrichi, utilisé dans les centrales nucléaires et dans la construction d'armes nucléaires. En 2012, le Mexique accepte de remplacer l'uranium hautement enrichi utilisé dans ses centrales nucléaires par de l’uranium faiblement enrichi. Ce processus a été mené en étroite collaboration avec de l'Agence internationale de l'énergie atomique,.

## Histoire de l’énergie nucléaire au Mexique
Le Mexique utilise des technologies avancées telles que les rayons X depuis la fin du XIXe siècle. Le Mexique a accès à divers rayonnements et radio-isotopes, utilisés à des fins médicales depuis les années 1920. Ces pratiques se sont renforcées au cours des décennies suivantes, parallèlement à l'utilisation des scintigraphies industrielles. Compte tenu de son importance capitale, la recherche sur le nucléaire a officiellement débuté à la fin des années 1940, avec deux domaines d'intérêt : les applications énergétiques et non énergétiques, et l'étude des sciences nucléaires. 
Le CNEN (Comité national de l'énergie nucléaire du Mexique) a lancé sept programmes distincts : physique nucléaire, réacteurs, radio-isotopes, applications industrielles de l'énergie nucléaire, agronomie, génétique et protection radiologique.
Au cours des années 1960, le projet scientifique le plus important du pays fut la construction du Centre nucléaire de Salazar, dans l'État de Mexico, qui débuta en 1964. Deux ans plus tard, le centre possédait déjà un accélérateur de particules tandem Van de Graaff et, en 1968, un TRIGA Mark III. En 1972, le CNEN changea de nom pour devenir l'ININ (Institut national de recherche nucléaire).

## Attitude à l'égard des armes nucléaires
En 1961, le gouvernement mexicain a fait valoir que l'utilisation d'armes nucléaires ne pouvait être justifiée par le droit à la légitime défense garanti par la charte des Nations Unies. Sept ans plus tard, le pays signait le Traité de Tlatelolco dans lequel le Mexique et plusieurs autres pays d’Amérique latine acceptaient de ne pas fabriquer d'armes nucléaires et de limiter leurs recherches nucléaire à des fins civiles uniquement,.
En 2000, le Mexique était l'un des 7 pays à lancer une déclaration intitulée « Vers un monde sans armes nucléaires : la nécessité d'un nouvel agenda » appelant à de nouvelles mesures pour mettre en œuvre les dispositions du Traité sur la non-prolifération des armes nucléaires.
En avril 2010, le gouvernement mexicain aurait conclu un accord pour céder son uranium hautement enrichi aux États-Unis,. Plus tard en mars 2012, Rachel Maddow a rapporté que tout l'uranium hautement enrichi avait été retiré du Mexique,.
En octobre 2010, le Mexique a signé un contrat avec le fournisseur d'uranium russe Rosatom, qui lui a fourni de l'uranium faiblement enrichi, impropre à la fabrication d'armes pour la centrale nucléaire mexicaine de Laguna Verde.
En 2012, le Mexique a été admis au sein du Groupe des fournisseurs nucléaires (NSG) en tant qu’État observateur, ce que les États-Unis ont présenté comme une réussite dans la prévention de la prolifération nucléaire.
Le Mexique a signé le Traité sur l’interdiction des armes nucléaires le 20 septembre 2017 et l’a ratifié le 16 janvier 2018.